# Huber Heights
Huber Heights ist eine City im Montgomery und Miami County des US-Bundesstaates Ohio. Sie ist ein Vorort vom nahe gelegenen Dayton. Nach der Volkszählung 2020 hatte die Stadt eine Gesamtbevölkerung von 43.439 Einwohnern.

## Geografie
Die Stadt entwickelte sich nordöstlich von Dayton auf dem Land zwischen dem Great Miami River und dem Mad River. Der größte Teil von Huber Heights liegt im Montgomery County, während die Stadt in jüngerer Zeit Land im Miami County eingemeindet hat. Eine kleine Parzelle der Stadt befand sich im Greene County, wurde aber 2013 von der Stadt abgetrennt.

## Geschichte
Das frühere Wayne Township, das heute nicht mehr existiert, wurde in den frühen bis mittleren 1800er Jahren besiedelt. Wayne Township wurde am 23. Januar 1981 als Stadt Huber Heights gegründet. Die Stadt ist nach Charles Huber benannt, dem Bauunternehmer, der eine Reihe der Häuser baute, die später die Stadt bilden sollten. Die vorstädtische Entwicklung begann in der Gegend im Jahr 1956.

## Demografie
Nach einer Schätzung von 2019 leben in Huber Heights 38.154 Menschen. Die Bevölkerung teilt sich im selben Jahr auf in 75,6 % Weiße, 16,1 % Afroamerikaner, 0,9 % amerikanische Ureinwohner, 2,1 % Asiaten und 4,7 % mit zwei oder mehr Ethnizitäten. Hispanics oder Latinos aller Ethnien machten 2,4 % der Bevölkerung aus. Das mittlere Haushaltseinkommen lag bei 62.461 US-Dollar und die Armutsquote bei 10,8 %.
| Jahr | Einwohner¹ |
| ---- | ---------- |
| 1970 | 18.943     |
| 1980 | 34.642     |
| 1990 | 38.696     |
| 2000 | 38.212     |
| 2010 | 38.101     |
| 2020 | 43.439     |

¹ 1980 – 2020: Volkszählungsergebnisse

## Wirtschaft
Die Lage von Huber Heights in der Nähe der Kreuzung von Interstate 70 und Interstate 75 macht es seit langem zu einem attraktiven Knotenpunkt für die Trucking-Industrie. Es gibt in der Stadt eine Reihe von Einkaufszentren und Filialen verschiedener Fastfoodketten.